# The Dark (album Metal Church)
The Dark – drugi album studyjny amerykańskiego zespołu heavymetalowego Metal Church wydany 6 października 1986 roku przez Elektra Records.

## Lista utworów
Autorem utworów, jeśli nie podano inaczej, są Kurdt Vanderhoof, David Wayne i Craig Wells.
1. „Ton of Bricks” (Arrington / Erickson / Vanderhoof / Wayne / Wells) – 2:59
2. „Start the Fire” – 3:45
3. „Method to Your Madness” (Mark Dodson / Vanderhoof / Wayne / Wells) – 4:57
4. „Watch the Children Pray” – 5:57
5. „Over My Dead Body” – 3:33
6. „The Dark” – 4:12
7. „Psycho” (Arrington / Vanderhoof / Wayne / Wells) – 3:34
8. „Line of Death” (Arrington / Erickson / Vanderhoof / Wayne / Wells) – 4:43
9. „Burial at Sea” – 5:00
10. „Western Alliance” – 3:20

## Twórcy
| - David Wayne – śpiew - Kurdt Vanderhoof – gitara - Craig Wells – gitara - Duke Erickson – gitara basowa - Kirk Arrington – perkusja | - Mark Dodson – produkcja, realizacja nagrań, miks, aranżacje - Terry Date – realizacja nagrań - Jack Skinner – mastering - Willie Mackay – producent wykonawczy - Aaron Rapoport – zdjęcia - Don Brautigam – projekt okładki |